# Екатерина (Декалина)
Екатери́на Дми́триевна Дека́лина (Екатерина Симбирская; ноябрь 1875 года, село Панская Слобода, Симбирский уезд, Симбирская губерния — 17 февраля 1938 года, Ульяновск) — православная святая, монахиня Спасского женского монастыря в Симбирске в 1890—1918 гг. Включена в Собор Симбирских святых.

## Жизнеописание
Дочь русского крестьянина из Симбирской губернии. Родилась в ноябре 1875 года. При крещении ее назвали в честь великомученицы Екатерины Александрийской, память которой отмечается православной церковью 24 ноября. Ее родители Дмитрий Парамонович и Евдокия Ивановна жили скромно. В семье было восемь детей – Алексей, Анна, Иван, Елизавета, Василий, Екатерина, Николай. Семья была набожной, и уже в детстве девочка решила посвятить своё девство Христу. В ноябре 1890 года отец отвез Екатерину в Симбирский Спасский женский монастырь. В обители о девушке отзывались, как об усердной, спокойной и прилежной. После переворота 1917 года на верующих начались гонения. Спасский монастырь закрыли в апреле 1920 года. Екатерина вместе с другой подвижницей Анастасией (Фокиной) некоторое время работали на государственном предприятии, но, как только стало известно об их церковной деятельности, женщин уволили. Жили бедно, но не забывали при этом помогать соседским детям.

Лик св. Екатерины на вратах Храма в честь симбирских новомучеников.

В 1937 году было начато следствие по некоему делу о «контрреволюционной церковно-монархической фашистско-повстанческой организации». Как считало НКВД, в организацию входили как простые люди, так и священнослужители. По этому сфальсифицированному делу были произведены десятки арестов и возбуждены уголовные дела. 18 декабря 1937 года в домике Екатерины произвели обыск, и хотя ничего не нашли, женщину арестовали и вызвали на допрос.
— «Расскажите, какое недовольство советской властью Вы высказывали среди верующих, и до какого времени это продолжалось?» (чекист) 

— «Да, я действительно недовольна существующим порядком, и всегда и везде говорила, что советская власть делает гонения на верующих. Монастыри закрыли, церкви закрыли, священников в тюрьму посажали. Спрашивается — за что? За то, что они всю правду рассказывали верующим? Конечно, я говорила, что эта власть не то Бога, а от антихриста. С этим положением я не могу смириться до настоящего времени, и в силу своих убеждений в существование Бога я и буду говорить об этом до самой смерти.» 

— «Вы являетесь членом церковно-монархической контрреволюционной организации. Требую от Вас чистосердечных признаний!» 

— «Членом этой организации я не состояла и о существовании таковой не знала.» 

— «Выше Вы говорили, что Вы высказывали недовольство против советской власти, что она закрыла церкви, сажает верующих в тюрьмы. Вы знаете, что этим самым Вы помогаете врагам советской власти?» 

— «Да, я понимала это, и делала это с тем расчётом, чтобы привлечь на свою сторону как можно больше верующих. Вот тогда мы потребовали бы, чтобы нам открыли церкви, и, по моему убеждению, это сделать нам бы удалось. Я также надеялась на то, что долго советская власть не просуществует. Я видела это ещё и в том, что сейчас очень много недовольных ею за все вот эти притеснения.» 

— «Что Вы говорили в отношении конституции и выборов в Верховный Совет?» 

— «В отношении конституции я говорила о том, что она нам ничего не даст. В Совет попадут коммунисты, а коммунисты против религии. Если бы могли избрать своих, верующих, кандидатов, тогда было бы другое дело. Я говорила против всех выдвинутых кандидатов и против всей выборной системы: лучше нам пойти в церковь, чем на выборы.»
Екатерину и других верующих приговорили к расстрелу, что и исполнили в ночь с 17 на 18 февраля 1938 года в подвале здания Ульяновского НКВД. В ту ночь были расстреляны 78 человек. Место погребения для них было приготовлено заранее в районе городской свалки, где позднее (в 1960-е годы) был построен микрорайон моторного завода.
Решение «тройки» было отменено в 1940 г. Реабилитирована в 1956 г. «за отсутствием состава преступления». Решением Священного Синода Русской Православной Церкви в 2004 году монахиня Екатерина Декалина причислена к сонму святых новомучеников и исповедников Российских в лике преподобномучеников. 

## Память
Общецерковное почитание памяти преподобномученицы Екатерины Симбирской 17 февраля (по ст. ст. 4 февраля).
12 сентября 2016 года на въезде в село Панская Слобода установлены поклонные крест и камень в память о преподобной Екатерине Декалиной.
На вратах храма в честь всех Новомучеников и исповедников Симбирской земли в Спасском монастыре есть лик святой Екатерины.